# 단번도약
단번도약(單番跳躍)이란 북한 사회주의 경제체제를 그대로 온존시킨 채 과학기술 육성과 정보기술 산업의 발전을 통해 현재의 경 제난을 빠른 속도로, 질적으로 새롭게 극복해 보이겠다는 의미이다.
북한이 낙후한 상황을 타개하고 단번도약할 수 있다고 자신하는 근거는 과학기술의 힘이다. 첨단기술을 개발하고 경 제 각 부분에 응용·도입함으로써 선진국을 추격발전할 수 있다는 생각이다. 북한은 “새로운 연대에 들어선 만큼 우리는 지난날 다른 나라식의 낡은 틀과 관례를 전면적으로 검토하 여 보고 모든 사업을 우리식대로 전개해 나가야 한다.”고 지적 하면서 ‘우리식’은 곧 단번도약의 의미라고 설명한다. 그러면서 “우리는 단번도약의 본때를 이미 맛보았다. 인공지구위성 ‘광 명성 1호’의 탄생도 그것이었고 토지정리의 천지개벽도 그것이 었다.”고 덧붙였다. 즉 첨단산업만이 살길이라는 의지가 단번 도약이라는 표현으로 제시된 것이다.
북한에서 과학기술 중시문제는 1980년 이후 강조되어 왔 다. 그러나 1990년대 경제위기 속에 잠시 주춤하다가 2000년 5 월 김정일이 중국의 실리콘 밸리인 베이징 소재 중관촌(中關村) 을 방문한 이후 구체화되기 시작하였다. 2000년 7월 4일 “과학 중시 사상을 틀어쥐고 강성대국을 건설하자”라는 논설을 계기로 과학중시사상, 과학기술발전계획, 과학기술연구사업, 과 학자대오육성 등을 적극 추진하였다.
현재 북한에서 추진하고 있는 선군(先軍)의 강조, 국방공 업의 강조, 신사고와 첨단과학기술의 강조, 그리고 단번도약으 로 대표되는 경제비약의 의지는 하나의 맥락을 형성하고 있다
반면 북한이 강조하는 과학기술의 힘과 이를 통한 단번도 약의 강조는 여전히 민족적 자립경제체제를 근간으로 하고 있다. 북한은 경제난을 타개하기 위해 요구되는 대외개방, 즉 기 술혁신과 외자도입, 서방과의 무역확대 등을 자원이나 팔아먹 고 관광업이나 해서 먹고사는 방식이라고 일축한다. 외부에 기대어 경제문제를 해결하기 보다는 과학기술을 발전시켜 이를 통해 먹는 문제도 해결하고, 경제강국도 건설해야만 우리 식 사회주의를 지킬 수 있다고 인식한다. 이에 따라 단번도약 은 여전히 자력갱생의 정치사상적 각오가 강조되는 회로 위에 놓여 있다고 할 수 있다.